# Inkub

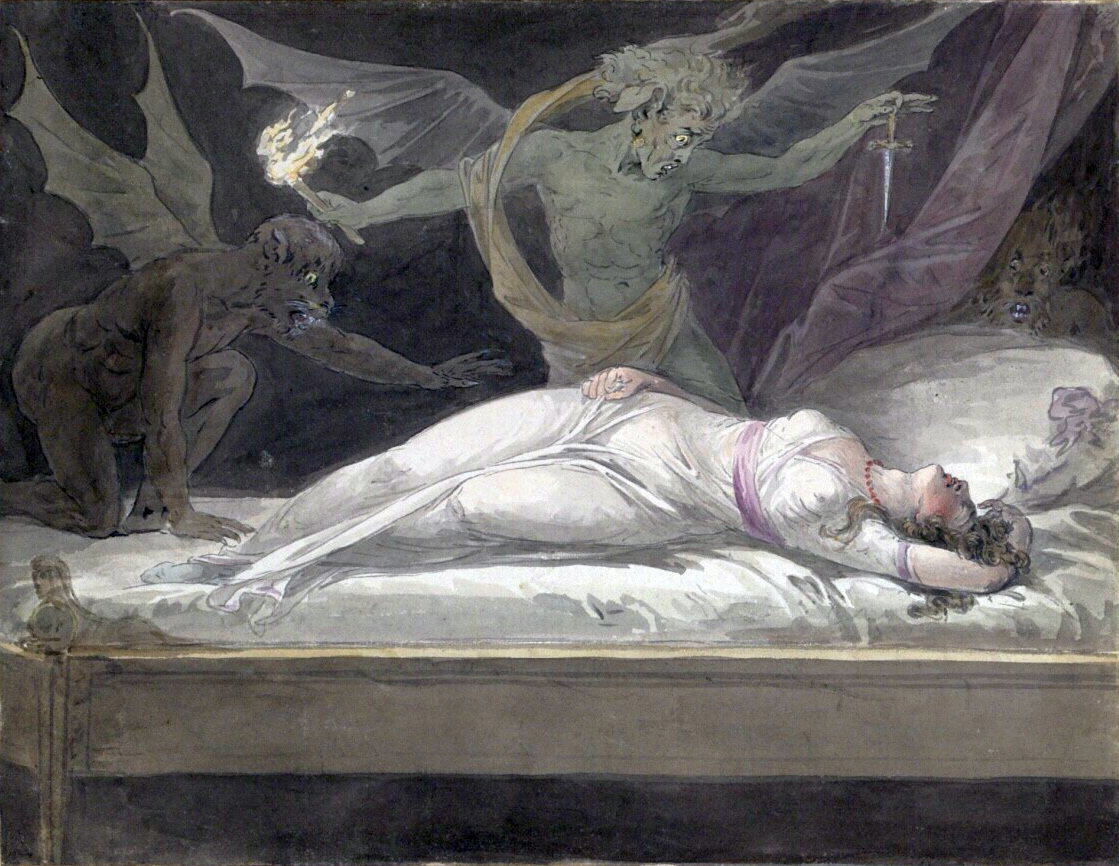
Incubus

Inkub (łac. incubus od incubare „leżeć na czymś”) – w demonologii inkubami nazywa się demony przybierające postać uwodzicielskich mężczyzn, nawiedzające kobiety we śnie i kuszące je współżyciem seksualnym (zespół „demona nocy”). Często przedstawiane są jako postacie z rogami poruszające się na koniach.
Według Malleus Maleficarum („Młot na czarownice”) miały zdolność zapładniania kobiet nasieniem, które sukkuby zbierały od skuszonych przez siebie mężczyzn. Dzieci spłodzone w ten sposób miały być szczególnie podatne na wpływ Szatana.
Syn inkuba i kobiety to kambion.

## Wizerunek inkuba we współczesnej kulturze
- Śmiertelne błogosławieństwo